# مریچل ماس
مریچل ماس (اسپانیایی: Meritxell Mas‎؛ زادهٔ ۲۵ دسامبر ۱۹۹۴) شناگر زن شنای موزون اهل اسپانیا است.
وی در مسابقات کشوری و بین‌المللی در مجموع برندهٔ ۳ مدال طلا، ۴ مدال نقره، ۶ مدال برنز شده‌است.